# تالامونا
تالامونا (به ایتالیایی: Talamona) یک کومونه در ایتالیا است که در استان سوندریو واقع شده‌است.

## خصوصیات
تالامونا ۲۱٫۲ کیلومترمربع مساحت و ۴٬۶۲۳ نفر جمعیت دارد و ۲۸۵ متر بالاتر از سطح دریا واقع شده‌است.